# الراويات
الراويات رواية للروائية السورية مها حسن. صدرت الرواية لأوّل مرة عام 2014 عن دار التنوير للطباعة والنشر في بيروت. ودخلت في القائمة الطويلة للجائزة العالمية للرواية العربية لعام 2015، المعروفة باسم «جائزة بوكر العربية».

## حول الرواية
تروي الكاتبة السورية «مها حسن» في هذه الرواية حكاية هي أشبه بمونولوج داخلي للبطلة وهي تعيش ما يشبه الحياتين، حياتها بوصفها إنسانة تكتب رواية يتداخل فيها الواقع والمتخيَّل، وبها تقول البطلة في النهاية: «عبر الكتابة، تحررتْ أعماقي، وخرجت إلى الضوء».